# Arrondissement Mortagne-au-Perche
Arrondissement Mortagne-au-Perche (fr. Arrondissement de Mortagne-au-Perche) je správní územní jednotka ležící v departementu Orne a regionu Normandie ve Francii.

## Kantony
- L'Aigle
- Bretoncelles
- Ceton
- Mortagne-au-Perche
- Radon (částečně)
- Rai (částečně)
- Tourouvre